# Panschwitz-Kuckau

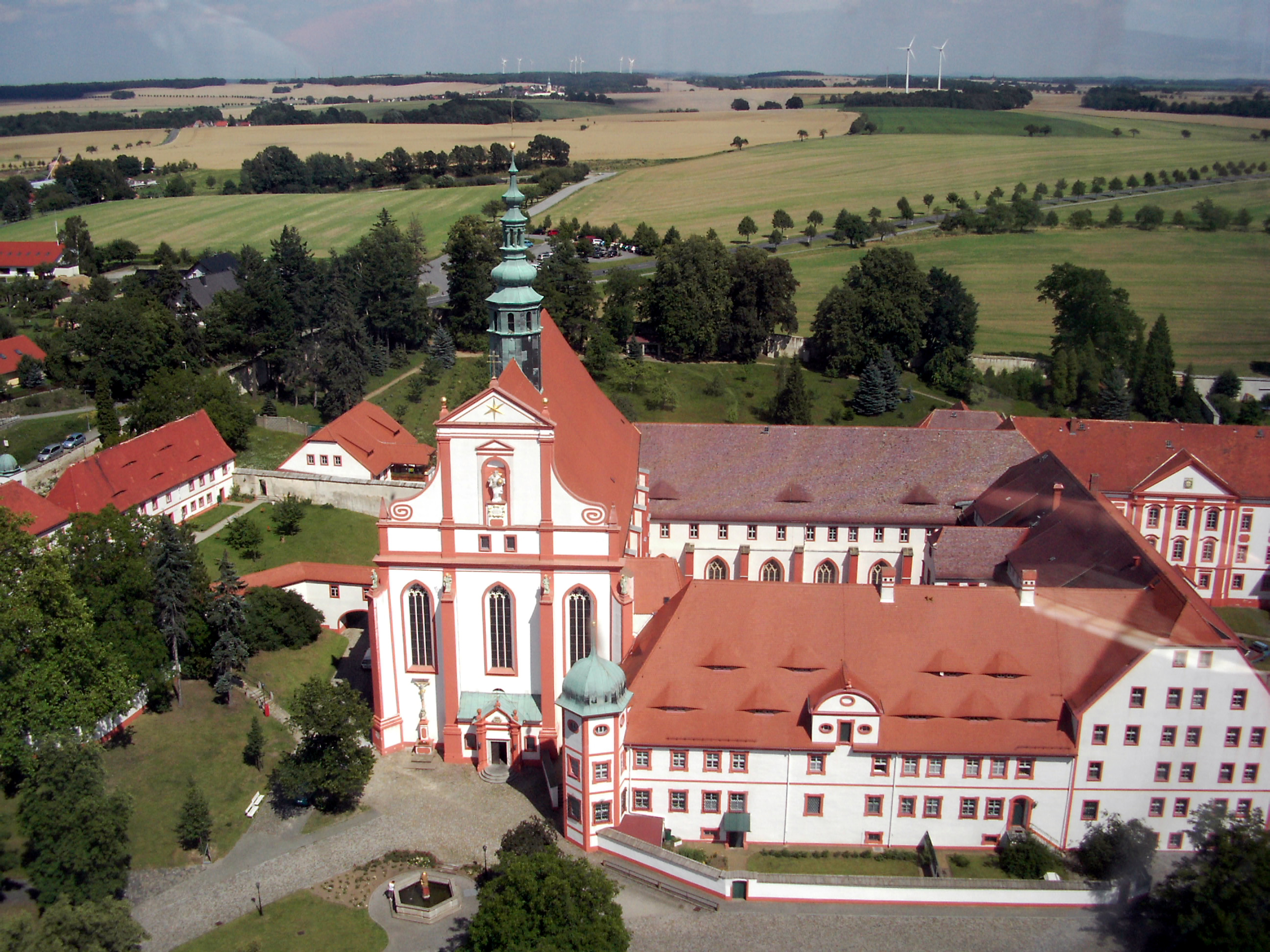
Ortsteil Kuckau mit Kloster St. Marienstern

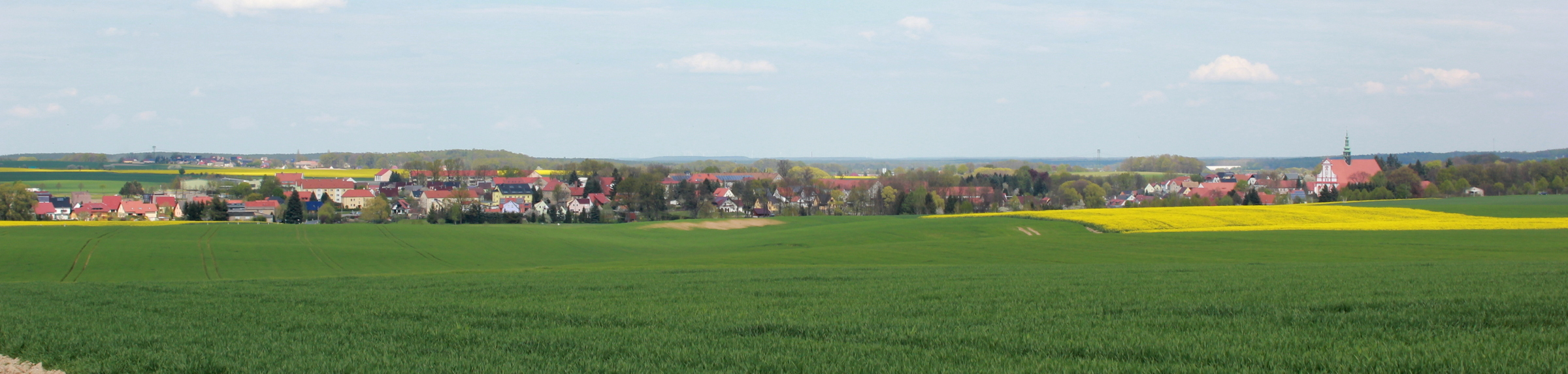
Panschwitz-Kuckau aus Richtung Ostro

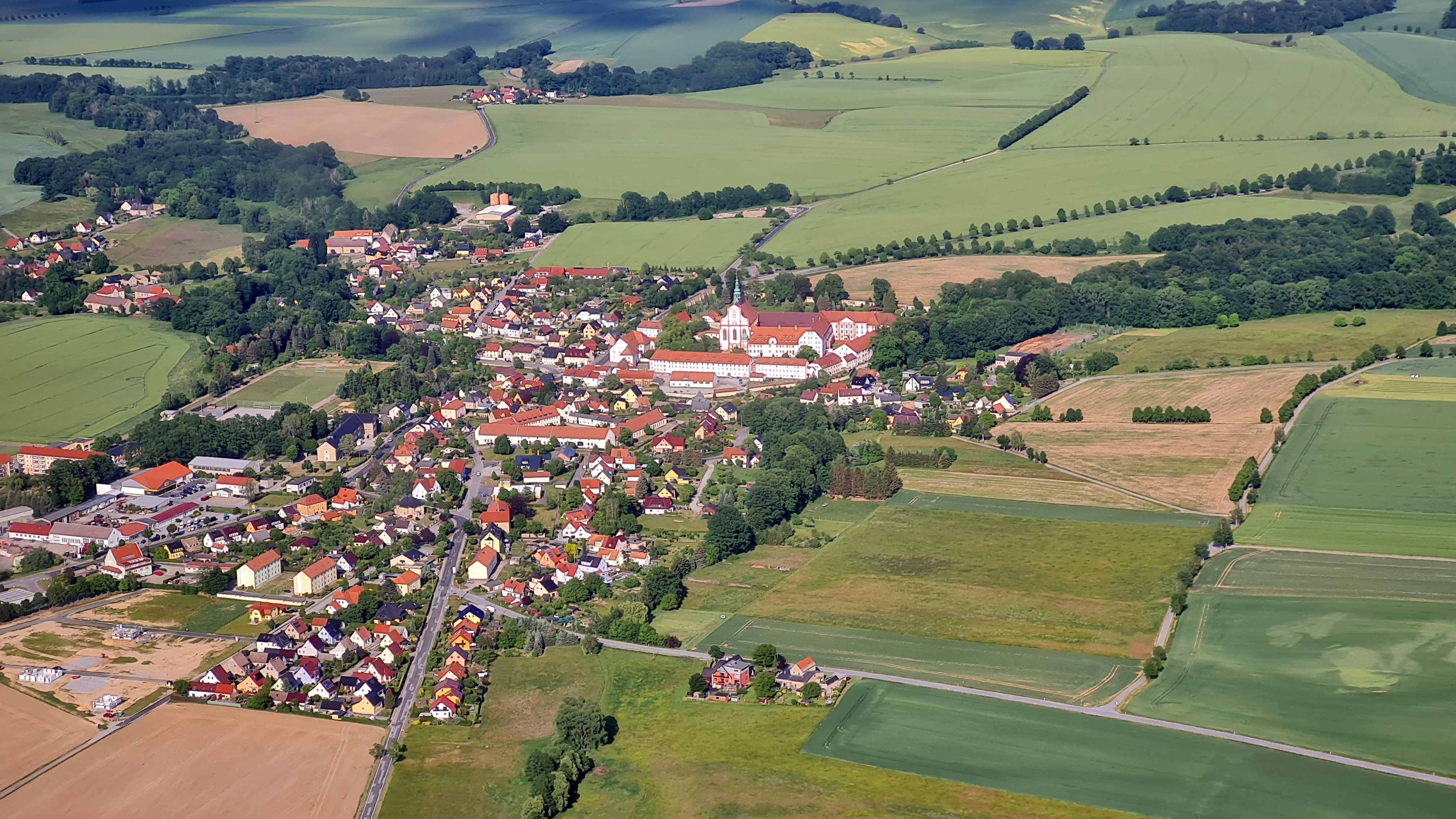
Luftbild des Ortes und des Klosters

Panschwitz-Kuckau, obersorbisch Pančicy-Kukowⓘ, ist eine Gemeinde in der Oberlausitz im sächsischen Landkreis Bautzen. Die Gemeinde im sorbischen Siedlungsgebiet liegt etwa 12 km von der Stadt Kamenz entfernt. Sie hat 2200 Einwohner, von denen etwa die Hälfte im Ort Panschwitz-Kuckau selbst leben. Im Jahre 2001 waren 50,7 % der Einwohner des Sorbischen mächtig.

## Geografie
Der Ort liegt zwischen 165 und 185 Metern ü. NN im sogenannten „Oberland“ (Horjany) der ehemaligen Klosterpflege St. Marienstern. Durch Panschwitz-Kuckau fließt das Klosterwasser, ein Nebengewässer der Schwarzen Elster. Es trennt die historischen Ortsteile Panschwitz und Kuckau.

### Ortsgliederung
Panschwitz-Kuckau ist 1957 aus den bis dahin eigenständigen Orten Panschwitz und Kuckau entstanden. Es hat folgende Ortsteile:
- Alte Ziegelscheune (Stara Cyhelnica), 45 Einwohner
- Cannewitz (Kanecy), 60 Einwohner
- Glaubnitz (Hłupońca), 25 Einwohner
- Jauer (Jawora), 131 Einwohner
- Kaschwitz (Kašecy), 112 Einwohner
- Lehndorf (Lejno), 110 Einwohner
- Neustädtel (Nowe Městačko), 9 Einwohner
- Ostro (Wotrow), 279 Einwohner
- Panschwitz-Kuckau (Pančicy-Kukow), 1.053 Einwohner
- Säuritz (Žuricy), 91 Einwohner
- Schweinerden (Swinjarnja), 82 Einwohner
- Siebitz (Zejicy), 40 Einwohner
- Tschaschwitz (Časecy), 26 Einwohner[3]

## Bevölkerung und Sprache
Laut der Volkszählung von 2011 waren zu diesem Zeitpunkt von 2.141 Einwohnern 1.662 römisch-katholisch (77,6 %), 201 evangelisch (9,4 %) und 278 gehörten einer anderen oder keiner Glaubensgemeinschaft an (13 %). 2022 lag der Anteil der katholischen Bevölkerung bei 75,8 %, jener der evangelischen bei 8 % und 16,1 % gehörten einer anderen oder keiner Glaubensgemeinschaft an.
Für seine Statistik über die sorbische Bevölkerung in der Oberlausitz ermittelte Arnošt Muka in den achtziger Jahren des 19. Jahrhunderts eine Bevölkerungszahl von 163 für Panschwitz und 345 für Kuckau. Der sorbische Bevölkerungsanteil lag bei 82 bzw. 97 %. Ernst Tschernik zählte 1956 in der Gemeinde Panschwitz einen sorbischsprachigen Bevölkerungsanteil von 85 und in Kuckau (mit Schweinerden) von 84,8 %.

## Politik

### Gemeinderat
Der Gemeinderat von Panschwitz-Kuckau besteht momentan aus zwölf Mitgliedern, darunter eine Frau. Die Kommunalwahl 2019 ergab folgende Stimm- bzw. Sitzverteilung:
| Parteien und Wählergemeinschaften                 | 2024   | 2024   | 2019   | 2019   | 2014   | 2014   | 2009   | 2009   |
| Parteien und Wählergemeinschaften                 | %      | Sitze  | %      | Sitze  | %      | Sitze  | %      | Sitze  |
| ------------------------------------------------- | ------ | ------ | ------ | ------ | ------ | ------ | ------ | ------ |
| Christlich Demokratische Union Deutschlands (CDU) | 53,6   | 7      | 54,9   | 7      | 53,5   | 7      | 48,9   | 5      |
| Freie Sorbische Wählervereinigung (FSWV)          | 46,4   | 5      | 45,1   | 5      | 46,5   | 5      | 51,1   | 7      |
| gesamt                                            | 100,0  | 12     | 100,0  | 12     | 100,0  | 12     | 100,0  | 12     |
| Wahlbeteiligung                                   | 75,4 % | 75,4 % | 73,3 % | 73,3 % | 61,2 % | 61,2 % | 56,6 % | 56,6 % |

Eine zum 1. Juli 2011 angestrebte Gemeindefusion mit dem benachbarten Crostwitz scheiterte an Meinungsverschiedenheiten der Gemeinderäte, u. a. die Tagungssprache des Rates betreffend.

### Bürgermeister
Bürgermeister ist seit 2014 Markus Kreuz (CDU).
| Wahl | Bürgermeister                   | Vorschlag | Wahlergebnis (in %) |
| ---- | ------------------------------- | --------- | ------------------- |
| 2021 | Markus Kreuz                    | CDU       | 89,1                |
| 2014 | Markus Kreuz                    | CDU       | 84,5                |
| 2011 | Andreas Mickel (Handrij Mikela) | CDU/FSWV  | 81,0                |
| 2008 | Franz Petasch (Franc Pjetaš)    | CDU       | 91,4                |
| 2001 | Franz Petasch (Franc Pjetaš)    | CDU       | 97,7                |

## Kultur und Sehenswürdigkeiten

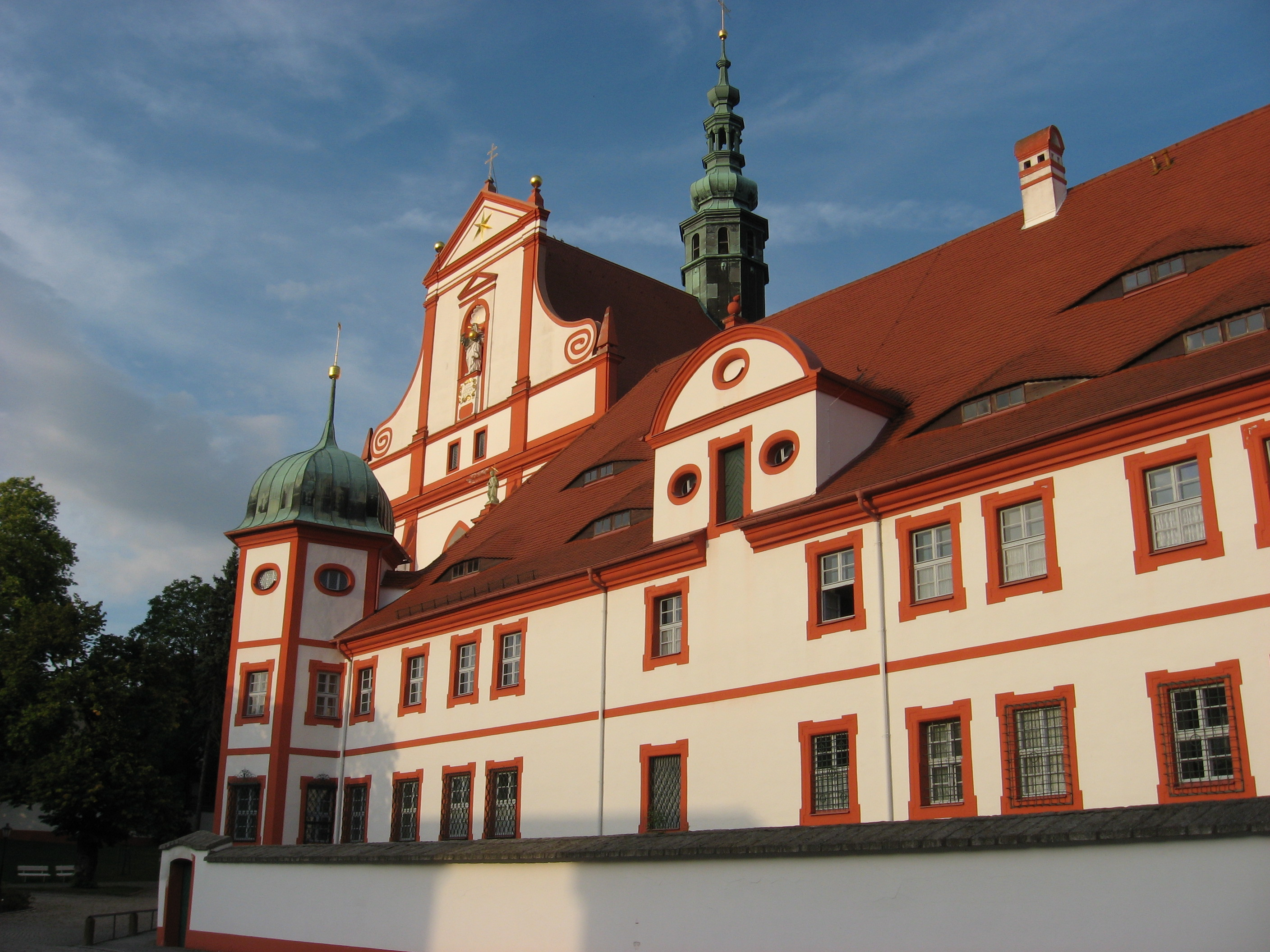
Das Kloster St. Marienstern

Geprägt ist der Ort durch das Zisterzienserinnenkloster St. Marienstern, das seit seiner Gründung 1248 bis heute in seiner ursprünglichen Bestimmung besteht. Alljährlich zu Ostern zieht Panschwitz-Kuckau zudem zahlreiche Besucher an, wenn die traditionellen Osterreiter um den Klosterhof reiten. Überall im Dorf und an den Wegen der umliegenden Landschaft zeugen Kreuze und Betsäulen vom tief verwurzelten katholischen Glauben in diesem Teil der sorbischen Oberlausitz.
Im Ortsteil Ostro befindet sich eine sehr gut erhaltene Burgwallanlage (die „Ostroer Schanze“), die der slawischen Dorfbevölkerung zu Zeiten der Deutschen Ostsiedlung als Fluchtburg diente, sowie die Pfarrkirche St. Benno aus dem 18. Jahrhundert. Der Ortsteil Schweinerden, u. a. mit einer großen ehem. Poststation aus dem 18. Jahrhundert im Zuge der Via Regia, steht vollständig unter Denkmalschutz. Der für diese Gegend ursprünglich typische Rundling ist hier besonders gut erhalten.
Durch Panschwitz-Kuckau verläuft auf dem Weg von Nebelschütz nach Crostwitz der Radwanderweg „Auf den Spuren des Krabat“. Auch der wieder belebte Ökumenische Pilgerweg führt auf der Strecke von Görlitz nach Vacha durch die Ortschaft. Im Kloster gibt es eine Pilgerherberge. Der Ćišinski-Pfad durch die Gemeinde erinnert an mehreren Stationen an den sorbischen Dichter und Geistlichen Jakub Bart-Ćišinski.
In der Liste der Kulturdenkmale in Panschwitz-Kuckau sind die Kulturdenkmale aufgeführt.

### Naturschutz
- Siehe auch: Liste der Naturdenkmale in Panschwitz-Kuckau

## Bildung
Die Gemeinde verfügt über die sorbische Grundschule „Šula Ćišinskeho“. Die benachbarte Oberschule wurde trotz heftiger Proteste als eine von fünf verbleibenden sorbischen Schulen dieses Typs 2007 geschlossen. Auf dem Klostergelände befindet sich eine kleine Förderschule (G).

## Persönlichkeiten
- Nikolaus Trutz (Mikławš Truc; 1839–1917), Wagenbauer und Unternehmer (Karosseriefabrik N. Trutz), in Kuckau geboren
- Jakub Bart-Ćišinski (1856–1909), sorbischer Dichter, in Kuckau geboren
- Mikławš Andricki (1871–1908), sorbischer Schriftsteller, in Panschwitz geboren
- Alexander Reiner (1885–1960), Zahnarzt, SS-Führer, Lagerkommandant des KZ Columbia und des KZ Sachsenburg, in Panschwitz geboren
- Stanislaw Tillich (* 1959), Politiker (CDU), sächsischer Ministerpräsident (2008–17), lebte lange in Panschwitz-Kuckau
- Bogna Koreng (Bogna Korjeńkowa; * 1965), sorbische Fernsehjournalistin, lebt in Panschwitz-Kuckau
- Měrćin Weclich (Martin Wetzlich; * 1957), sorbischer Komponist und Musikproduzent, lebt in Panschwitz-Kuckau
- Jadwiga Kaulfürst (Jadwiga Kaulfürstowa; * 1976), sorbische Sprachwissenschaftlerin, lebt in Panschwitz-Kuckau
- Fabian Kaulfürst (* 1978), sorbischer Sprachwissenschaftler, lebt in Panschwitz-Kuckau